# Diamantinasauria
Diamantinasauria es un clado de dinosaurios saurópodos titanosaurianos que vivieron a mediados del período Cretácico, desde el Cenomaniano hasta el Turoniano, en lo que hoy es Sudamérica y Australia. Incluye cuatro géneros: Diamantinasaurus, Savannasaurus, Sarmientosaurus y Australotitan, los dos primeros de la formación Winton (Australia), el tercero de la formación Bajo Barreal (Argentina), y el último de la formación Cooper Creek (Australia). Fue descrito por Poropat et al. (2021) a partir de un espécimen referido a Diamantinasaurus. Este clado sugiere que algunos titanosaurianos, se dispersaron entre Sudamérica y Australia vía la Antártida.